# Entoldado

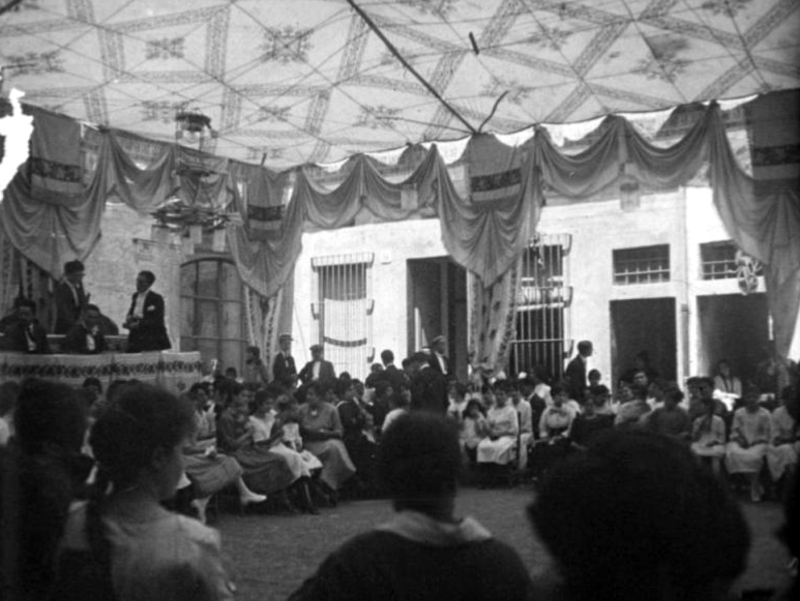
Vista de un entoldado por dentro

Un entoldado es un recinto que limita y conforma un espacio festivo inexistente antes y después de montarlo. Es un lugar falso, inventado, casi virtual. El entoldado ofrece una sala ancha y libre, sin columnas ni otros impedimentos; es un edificio muy característico y significativo, único en función de sala de baile y fruto del ingenio de la arquitectura popular catalana.

## Historia
A partir del siglo XIX aumentan los espacios destinados al baile y la invención del entoldado aporta nuevas posibilidades.
Los repertorios de bailables de pareja los forman géneros que se pueden agrupar según la procedencia en tres grandes familias: los europeos, los que tienen su origen en Norteamérica y los que llegan del Centro y Sudamérica. La manera en que las parejas bailan a los entoldados es el resultado de la mezcla de todos estos ritmos y el reflejo de los cambios políticos, sociológicos y económicos acontecidos en doscientos años.

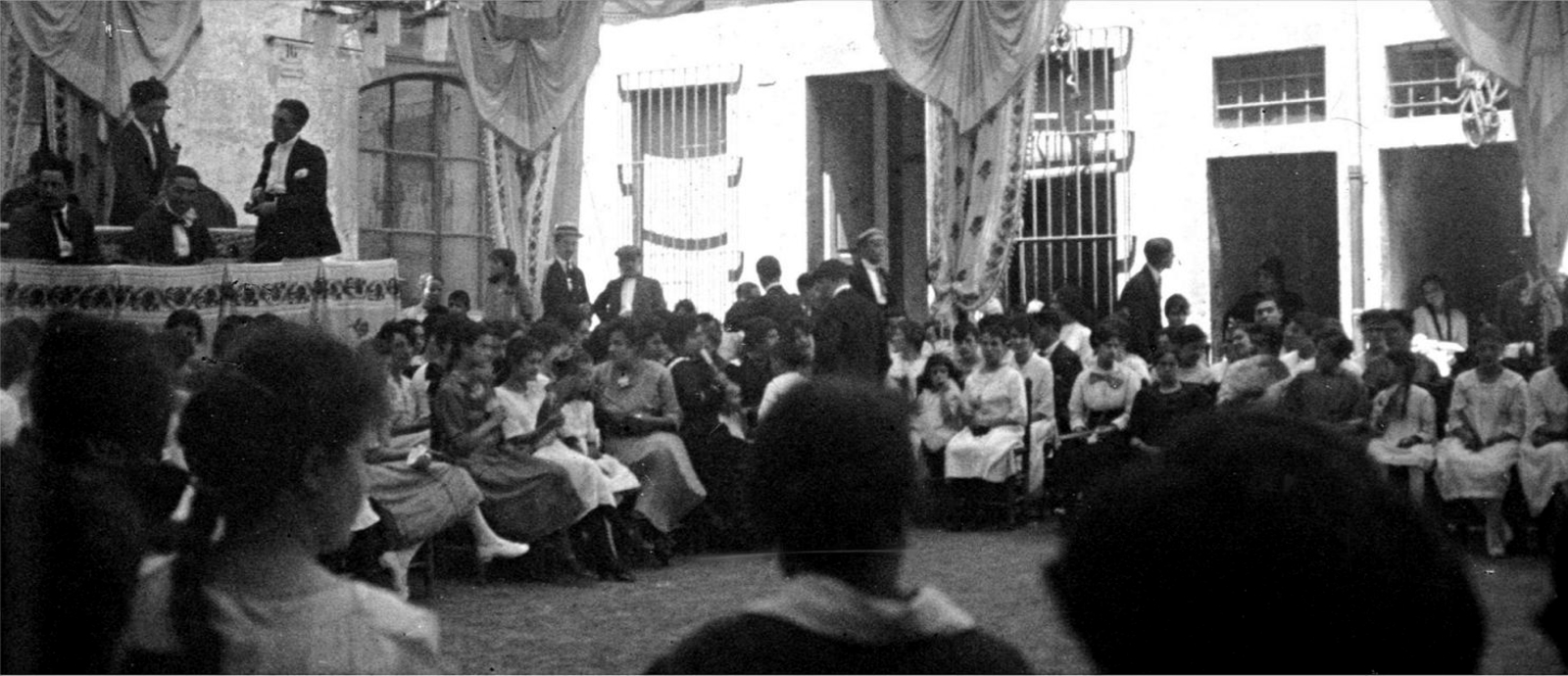
Vista de un entoldado por dentro, Fiesta Mayor de Arenys de Mar, 1920

## Bailes de entoldado
El primer baile de pareja conocido llega a Barcelona en 1790. Se trataba de un vals, el primero que propiciaba el contacto físico entre danzantes, entre hombre y mujer, puesto que los anteriores bailes, minués y contradanzas, permitían poco más que el contacto de manos. Desde Barcelona, los bailes se esparcieron por toda Cataluña. El 1840 se introduce la mazurca, la polca hacia el 1845 y cinco años después ya se bailan chotis. La presencia de todos estos bailes y algún otro de menor aparición, por ejemplo el que más adelante se desarrollará como pasodoble y que es conocido con el nombre de española, se mantiene estable hasta la Primera Guerra Mundial, momento en que por influencia de la cultura llegada del continente americano se produce un cambio muy importante en el baile y en la manera de bailar.
De Norte América provienen el foxtrot, el charlestón, el swing y, más adelante, el rock and roll y el twist. Todos estos bailes aportan una alentada de aire fresco con el estilo juvenil de América y la manera de vivir. Es el sueño americano. América del Sur y el Caribe aportan el tango, que llega a Barcelona el 1918, el sueño, la rumba, la samba blanca, el ch-cha-cha, el bolero y el mambo. El 1958, al Festival de San Remo gana la canción titulada Nel blu, dipinto di blu y se acontece una etapa gloriosa de la canción italiana ballable; a su aire y a su ritmo se juntan y bailan las parejas enamoradas. De América llegan nuevos ballables: la lambada y el merengue, se introduce la milonga y se descubre la bachata.
Los bailes de entoldado también tienen unas piezas concretas que permiten realizar varios juegos o actividades de baile. Son los llamados baile del fanalillo, de ramos, robado, subastado o baile de la escoba. Este tipo de juegos tienen varios orígenes: recaudar dinero para pagar la fiesta con la venta de ramos, fanalillos o abanicos con que las parejas se obsequian, distraer los bailantes, atraer la atención o provocar la emparejamiento de los más jóvenes.
A pesar de que no hay ninguna instrucción para un género ballable determinado para llevar a cabo los juegos, normalmente se usan valses y pasodobles, porque se pueden bailar en pareja y porque son suficientes conocidos por la mayoría del público. Sin embargo, algunas orquestas también usan rocks, rumbas y otras ballables. Los juegos tienen componentes de competición y de lucimiento. El baile del fanalet es una competición entre parejas y gana quién aguanta más rato con el fanalet encendido, sin que se queme o se apague. Los bailes subastados son juegos de lucimiento y al mismo tiempo de obsequio a la pareja. Con la subasta de compra de bailes se puede bailar con quienes se desee e invitar quién plazca; de lucimiento son los bailes de ramos en los cuales se obsequia la pareja con un ramito de flores o un abanico. Los bailes robados y los de la escoba tienen características parecidas, puesto que en ambos uno de los dos componentes de la pareja es expulsado y sustituido por otro.